# 라트비아의 행정 구역
라트비아는 2021년 7월 1일을 기해 새로 개편된 행정 구역에 따라 36개 지방 자치체(라트비아어: novadi)와 7개 직할시(라트비아어: valstspilsētas)로 나뉜다. 2009년 7월 1일부터 2021년 6월 30일까지는 110개 지방 자치체와 9개 공화국 도시(라트비아어: republikas pilsētas, 단수형: republikas pilsēta)로 구성되어 있었다.

## 현행 행정 구역 (2021년 ~ 현재)

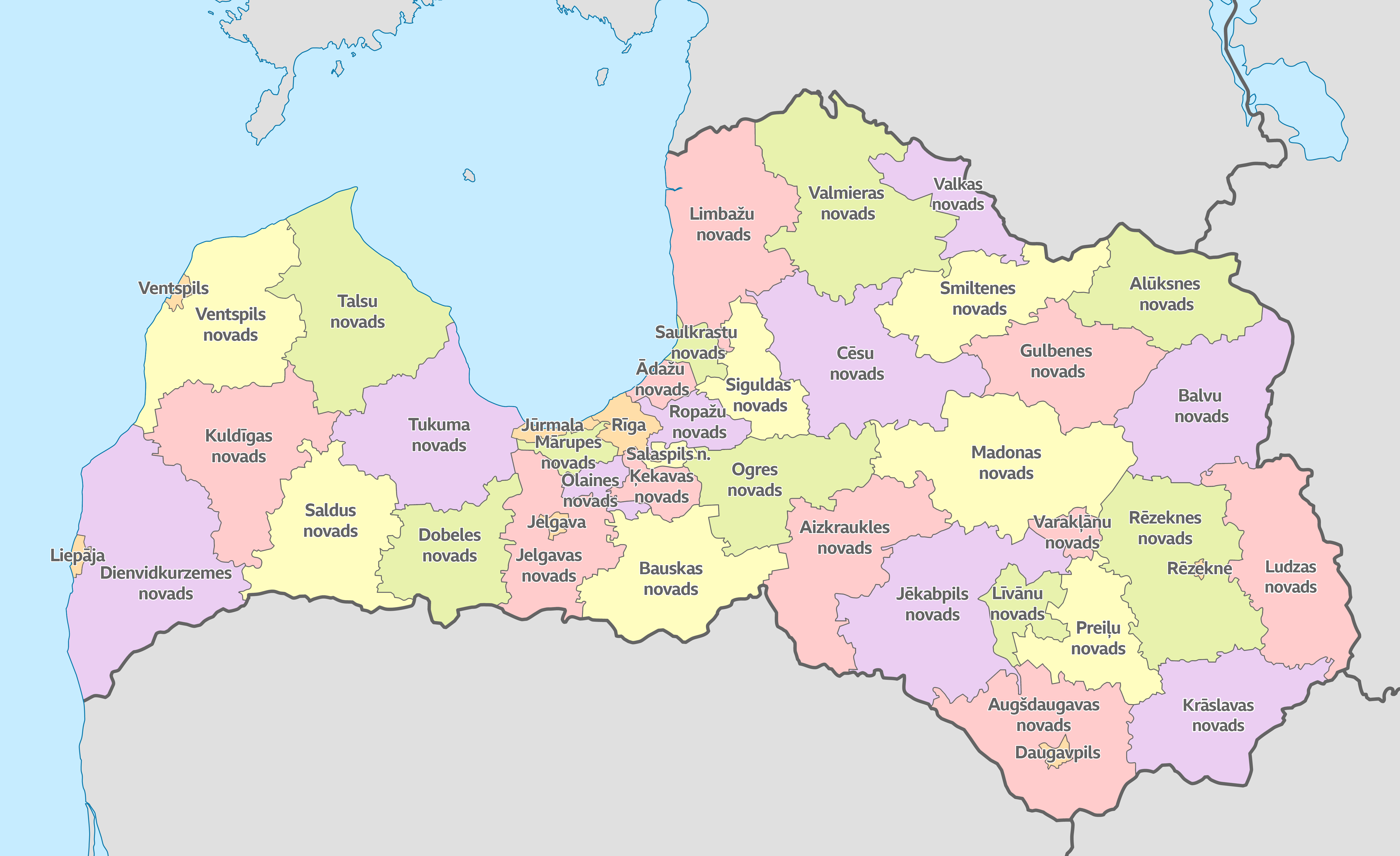
라트비아의 행정 구역 (2021년 ~ 현재)

### 직할시
- 다우가프필스
- 레제크네
- 리가
- 리에파야
- 벤츠필스
- 옐가바
- 유르말라

### 지방 자치체
| - 굴베네시 - 남쿠르제메시 - 도벨레시 - 레제크네시 - 로파지시 - 루자시 - 리바니시 - 림바지시 - 마도나시 - 마루페시 - 바라클랴니시 - 바우스카시 | - 발미에라시 - 발비시 - 발카시 - 벤츠필스시 - 사울크라스티시 - 살두스시 - 살라스필스시 - 스밀테네시 - 시굴다시 - 아다지시 - 아욱슈다우가바시 - 아이스크라우클레시 | - 알룩스네시 - 예캅필스시 - 옐가바시 - 오그레시 - 올라이네시 - 체시스시 - 체카바시 - 쿨디가시 - 크라슬라바시 - 탈시시 - 투쿰스시 - 프레일리시 |

## 2009년부터 2021년까지의 행정 구역

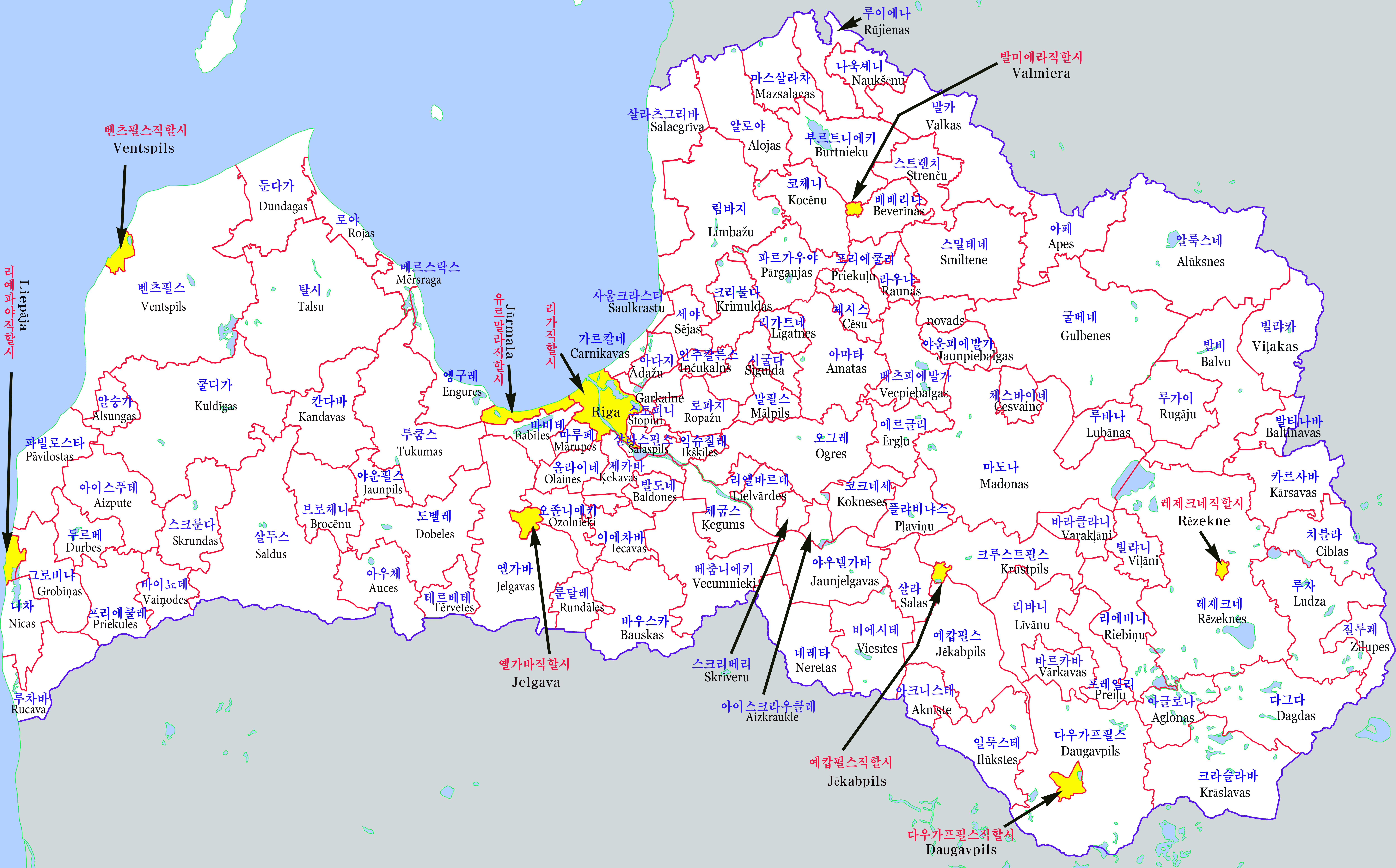
라트비아의 행정 구역 (2009년 ~ 2021년)

### 공화국 도시
| 번호 | 도시         |
| ---- | ------------ |
| 1.   | 다우가프필스 |
| 2.   | 예캅필스     |
| 3.   | 옐가바       |
| 4.   | 유르말라     |
| 5.   | 리예파야     |
| 6.   | 레제크네     |
| 7.   | 리가         |
| 8.   | 발미에라     |
| 9.   | 벤츠필스     |

### 지방 자치체
| 지방 자치체  | 지방 자치체        | 지방 자치체  | 지방 자치체    | 지방 자치체    | 지방 자치체  | 지방 자치체  | 지방 자치체  | 지방 자치체    | 지방 자치체  |
| ------------ | ------------------ | ------------ | -------------- | -------------- | ------------ | ------------ | ------------ | -------------- | ------------ |
| 아글로나시   | 아이스크라우클레시 | 아이스푸테시 | 아크니스테시   | 알로야시       | 알숭가시     | 알룩스네시   | 아마타시     | 아페시         | 아우체시     |
| 아다지시     | 바비테시           | 발도네시     | 발티나바시     | 발비시         | 바우스카시   | 베베리나시   | 브로체니시   | 부르트니에키시 | 차르니카바시 |
| 체시스시     | 체스바이네시       | 치블라시     | 다그다시       | 다우가프필스시 | 도벨레시     | 둔다가시     | 두르베시     | 엥구레시       | 에르글리시   |
| 가르칼네시   | 그로비냐시         | 굴베네시     | 이에차바시     | 익슈칠레시     | 인추칼른스시 | 일룩스테시   | 야우넬가바시 | 야운피에발가시 | 야운필스시   |
| 예캅필스시   | 옐가바시           | 칸다바시     | 카르사바시     | 코체니시       | 코크네세시   | 크라슬라바시 | 크리물다시   | 크루스트필스시 | 쿨디가시     |
| 체굼스시     | 체카바시           | 리엘바르데시 | 리가트네시     | 림바지시       | 리바니시     | 루바나시     | 루자시       | 마도나시       | 말필스시     |
| 마루페시     | 마스살라차시       | 메르스락스시 | 나욱셰니시     | 네레타시       | 니차시       | 오그레시     | 올라이네시   | 오졸니에키시   | 파르가우야시 |
| 파빌로스타시 | 플랴비냐스시       | 프레일리시   | 프리에쿨레시   | 프리에쿨리시   | 라우나시     | 레제크네시   | 리에비니시   | 로야시         | 로파지시     |
| 루차바시     | 루가이시           | 룬달레시     | 루이에나시     | 살라츠그리바시 | 살라시       | 살라스필스시 | 살두스시     | 사울크라스티시 | 세야시       |
| 시굴다시     | 스크리베리시       | 스크룬다시   | 스밀테네시     | 스토피니시     | 스트렌치시   | 탈시시       | 테르베테시   | 투쿰스시       | 바이뇨데시   |
| 발카시       | 바라클랴니시       | 바르카바시   | 베츠피에발가시 | 베춤니에키시   | 벤츠필스시   | 비에시테시   | 빌랴카시     | 빌랴니시       | 질루페시     |

## 같이 보기
- 라트비아의 구
- ISO 3166-2:LV

## 참고 문헌
- (라트비아어) 라트비아 행정 구역과 도시에 관한 법률 (2020/119C.1)
- (라트비아어) 라트비아 행정 구역과 도시에 관한 법률 (reģ. nr.684/Lp9)